# 살바토레 콰시모도
살바토레 콰시모도(Salvatore Quasimodo ; 1901년 8월 20일 ~ 1968년 6월 14일)는 이탈리아의 시인이다. 처음에는 토목 기술자였으나 문학자로 전향하였다. 1930년 처녀 시집 《물과 흙》을 비롯하여 10여 권의 시집을 냈고, 1959년에는 고전적 정열로서 현대 생활을 묘사한 서정시로 노벨 문학상을 받았다. 그의 작품으로는 《인생은 꿈이 아니다》와 번역 시집 《그리스 서정시》 등이 있다.